# Rising Star Trophy
Il Rising Star Trophy (in inglese, trofeo della stella emergente) è un premio che viene consegnato annualmente al miglior giocatore europeo Under-22 di pallacanestro.
La votazione della stella nascente viene effettuata dai capo allenatori dei team partecipanti annualmente all'Eurolega.

## Albo d'oro

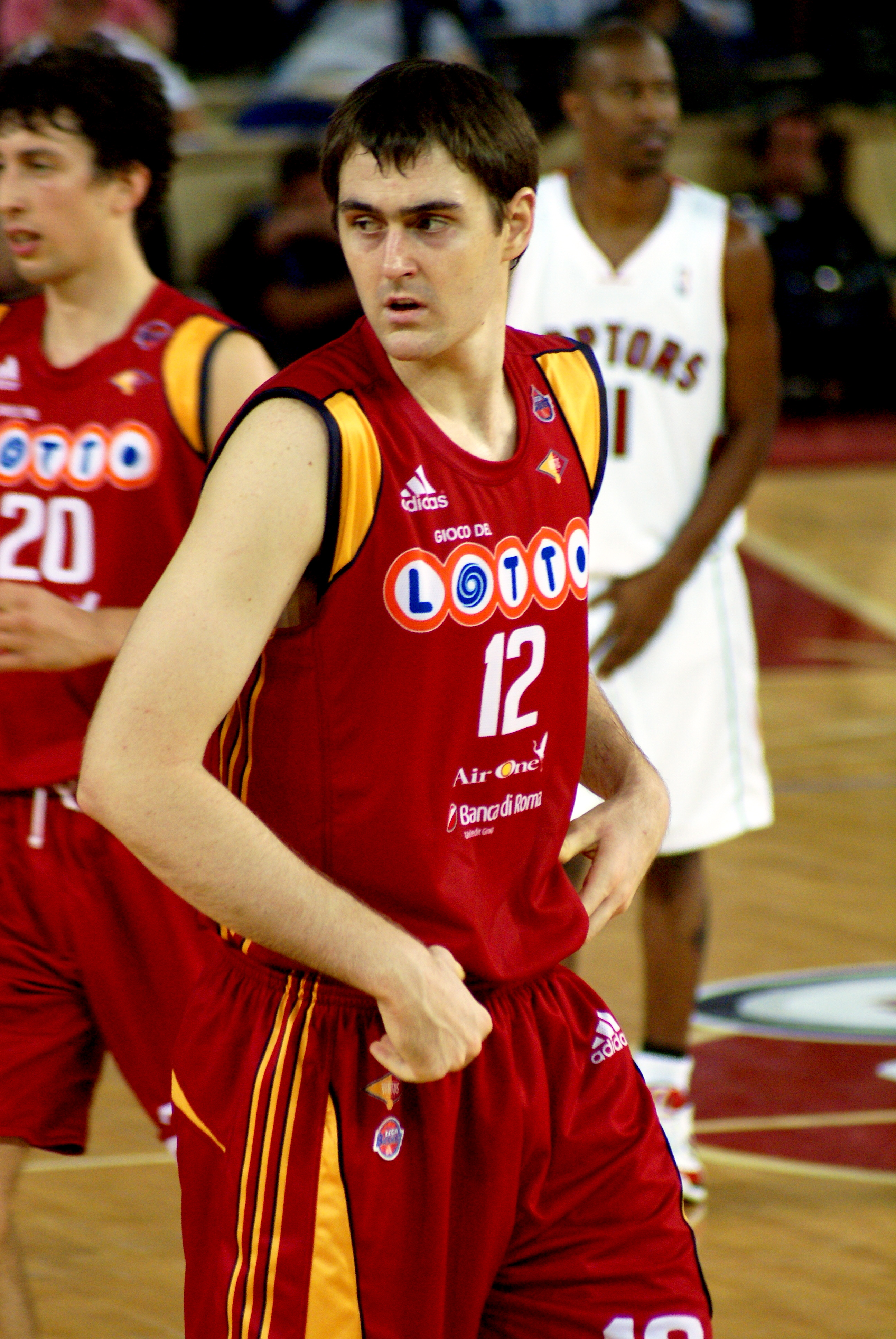
Erazem Lorbek, il primo vincitore del Rising Star Trophy.

| Stagione  | Nazionalità   | Giocatore             | Squadra           |
| --------- | ------------- | --------------------- | ----------------- |
| 2002-2003 | Grecia        | Antōnīs Fōtsīs        | Panathīnaïkos     |
| 2004-2005 | Slovenia      | Erazem Lorbek         | Fortitudo Bologna |
| 2005-2006 | Italia        | Andrea Bargnani       | Pall. Treviso     |
| 2006-2007 | Spagna        | Rudy Fernández        | Joventut Badalona |
| 2007-2008 | Italia        | Danilo Gallinari      | Olimpia Milano    |
| 2008-2009 | Serbia        | Novica Veličković     | Partizan          |
| 2009-2010 | Spagna        | Ricky Rubio           | Barcellona        |
| 2010-2011 | Montenegro    | Nikola Mirotić        | Real Madrid       |
| 2011-2012 | Montenegro    | Nikola Mirotić (2)    | Real Madrid       |
| 2012-2013 | Grecia        | Kōstas Papanikolaou   | Olympiakos        |
| 2013-2014 | Serbia        | Bogdan Bogdanović     | Partizan          |
| 2014-2015 | Serbia        | Bogdan Bogdanović (2) | Fenerbahçe        |
| 2015-2016 | Spagna        | Álex Abrines          | Barcellona        |
| 2016-2017 | Slovenia      | Luka Dončić           | Real Madrid       |
| 2017-2018 | Slovenia      | Luka Dončić (2)       | Real Madrid       |
| 2018-2019 | Georgia       | Goga Bitadze          | Budućnost         |
| 2019-2020 | non conferito | non conferito         | non conferito     |
| 2020-2021 | Spagna        | Usman Garuba          | Real Madrid       |
| 2021-2022 | Lituania      | Rokas Jokubaitis      | Barcellona        |
| 2022-2023 | Israele       | Yam Madar             | Partizan          |
| 2023-2024 | Italia        | Gabriele Procida      | Alba Berlino      |
| 2024-2025 | Francia       | Nadir Hifi            | Paris             |